# Przedsiębiorstwo Komunikacji Samochodowej w Strzelcach Opolskich
Przedsiębiorstwo Komunikacji Samochodowej w Strzelcach Opolskich Spółka akcyjna to przedsiębiorstwo  świadczące usługi dla ludności i innych podmiotów gospodarczych w zakresie:
- przewozów osób autobusami
- usług turystycznych
- przewozów ładunków samochodami ciężarowymi
- napraw pojazdów ciężarowych i autobusów
- sprzedaży paliw i części zamiennych
- wykonywania badań technicznych pojazdów osobowych, ciężarowych i autobusów
- udostępniania powierzchni reklamowej.

Powstanie Oddziału PKS Strzelce Opolskie wiąże się z rozwojem istniejącej przy ulicy Mickiewicza 10 Placówki Terenowej Oddziału PKS Koźle, która 01.01.1975 r. wyodrębniła się oficjalnie z PKS Koźle. 
Początki sięgają jednak do wczesnych lat pięćdziesiątych. W 1951 roku założono Stację Terenową ze skromnym zapleczem technicznym i taborem pięciu samochodów ciężarowych. W 1960 r. Stację podporządkowano Oddziałowi PKS-u w Koźlu. Powstała wtedy Placówka posiadała 20 autobusów i 30 samochodów ciężarowych. W 1975 roku nastąpiła przeprowadzka zajezdni PKS z ul. Mickiewicza do nowo wybudowanej zajezdni przy ul. 1-go Maja 59. Nastąpiła też przeprowadzka dworca autobusowego z centrum miasta (Plac Myśliwca) na nowo wybudowany wraz z placem manewrowym dworzec autobusowy przy ul.Powstańców Śl. 
W 1975 roku PKS Oddział Strzelce Op. dodatkowo przejął od PKS-u Oddział Opole dworzec autobusowy w Krapkowicach wraz z obsługą autobusową rejonu krapkowickiego. Pierwszym Dyrektorem powstałego Oddziału PKS Strzelce Opolskie był Eugeniusz Związkiewicz, którego następnie zastąpił inż. Norbert Lepich. Od 1995 roku Dyrektorem był inż. Aleksander Patoła. 
Z dniem 01.11.2001 r. przedsiębiorstwo zostało przekształcone w Spółkę Akcyjną Skarbu Państwa pod nazwą "Przedsiębiorstwo Komunikacji Samochodowej w Strzelcach Opolskich Spółka Akcyjna". Prezesem Spółki został dotychczasowy Dyrektor Przedsiębiorstwa inż. Aleksander Patoła.  W okresie 29.06.2007 r. do 29.06.2010 r. Prezesem Spółki był mgr inż. Marek Piotrowski. 
Dnia 17.06.2010 r. Spółka została skomunalizowana i przekazana przez Skarb Państwa na rzecz Powiatu Strzeleckiego. Z dniem 1.09.2010 r. Prezesem Spółki został ponownie inż. Aleksander Patoła. Od 1.10.2015 r. Prezesem Spółki jest Jacek Król.